# Бельдягіно
Бельдягіно (рос. Бельдягино) — присілок в Юхновському районі Калузької області Російської Федерації.
Населення становить 12 осіб. Входить до складу муніципального утворення Присілок Бєляєво.

## Історія
Від 2004 року входить до складу муніципального утворення Присілок Бєляєво

## Населення
| 2002 | 2010 |
| ---- | ---- |
| 14   | ↘12  |